# 馬加比三書
馬加比三書是東正教會《聖經》中的一部次經，天主教會和大多數新教教派認為這這是一部經外書，莫拉維弟兄會將它收錄在克拉利茨聖經中，作為一部經外書存在，此外亞美尼亞使徒教會錄之於亞美尼亞聖經中。
雖然馬加比一書和馬加比二書描繪的是馬加比家族及其與塞琉古帝國的抗爭史，但實際上馬加比三書卻與此毫無關係。馬加比三書講述的是猶太人遭到托勒密五世迫害的故事。